# 土倉役
土倉役（どそうやく）とは、倉役（くらやく）とも呼ばれ、中世において京都の土倉に対して行われた課税。特に室町幕府財政において主要な財源の1つであった。

## 鎌倉幕府
鎌倉時代から徴収が行われたと推定されており、特に京都の土倉は延暦寺及びその傘下であった祇園社の支配を受けていたため、両者からの徴税を度々受けた他、朝廷からも臨時徴税を受けた。その徴税の頻繁ぶりは建武式目では土倉の保護について1条を置いているほどであった。

## 室町幕府
室町幕府が京都の支配権を確立するにつれて朝廷の徴収代理から、財政基盤の弱かった幕府独自の土倉への課税を行うようになり、明徳4年（1393年）には「洛中辺土散在土倉并酒屋役条々」という5ヶ条からなる法令を出した。これによって延暦寺などの有力権門の権益は否定され、朝廷などによる課税も最低限に制限された。土倉役は土倉が抑えている質物の員数に応じて徴収されたと考えられている。その代わりに酒屋と土倉が年間6,000貫を幕府に納める代わりに原則的にはその他の課税を免除した。当初は幕府が直接徴収していたものの、後には有力土倉を納銭方に任じて数十軒単位ごとに土倉役を徴収させ、後には一種の請負制へと変化していった。更に特定の納銭方に土倉役や酒屋役などの収入を一時的に預けてそこから財政的な支出をさせるという公方御倉の指定も行われるようになった。だが、土倉役を巡る延暦寺との対立は引き続き、その後も延暦寺などが勝手に徴収を行い、幕府が禁令を出すという事態の繰り返しが100年近く経た文明年間にも繰り返されている。更に土一揆によって徳政令が出された場合には、幕府は土倉役の徴収を停止しなければならず、幕府に欠く事の出来ない財政収入でありながら不安定さとも隣り合わせていた。その収入額は明確ではないが、一説には当時の記録より嘉吉年間に月額200貫文が幕府に納付されていたと推定されている。

## 備考
土倉役については通説では酒屋役と同じ商業税と解されるが、明治時代の萩野由之の『日本財政史』（1889年）や池辺義象の『日本法制史』（1912年）はこれらを棟別銭と同じく建物としての土倉に掛けた臨時税であると解説している（彼らは室町時代には商業税は成立していないと解した）。これについて、土倉を質屋の前身と捉えた横井時冬の『日本商業史』（1898年）の見解が大元を辿ると新井白石の『読史余論』における『応仁記』の誤解釈に由来するもので近代歴史学において検証されたものではない、とする見解を出している酒匂由紀子は萩野や池辺の土倉役に対する見解も再検討されるべきと提言している。